# Хосе Антоніо Б'єк
Хосе Антоніо Б'єк Себріа́н (ісп. José Antonio Biec Cebrián; народився 11 вересня 1977, Хака, Іспанія) — іспанський хокеїст, правий крайній нападник. Наразі виступає за «Хаку» в Іспанській хокейній суперлізі, капітан команди. У складі національної збірної Іспанії учасник чемпіонатів світу 1999 (група D), 2000 (група C), 2001 (дивізіон II), 2002 (дивізіон II), 2003 (дивізіон II), 2004 (дивізіон II) і 2010 (дивізіон II). У складі молодіжної збірної Іспанії учасник чемпіонату світу 1994 (група C) і 1995 (група C). У складі юніорської збірної Іспанії учасник чемпіонатів Європи 1994 (група B) і 1995 (група C).
Виступав за команду «Хака» (ІХС).

## Досягнення
- Чемпіон Іспанії (2001, 2003, 2004, 2005, 2010)
- Володар Кубка Короля (2001, 2002, 2003, 2006)
- Переможець чемпіонату світу 2010 (дивізіон II, група А);